# Coko Enau
Coko Enau is een bestuurslaag in het regentschap Kaur van de provincie Bengkulu, Indonesië. Coko Enau telt 364 inwoners (volkstelling 2010).